# Charles Krier

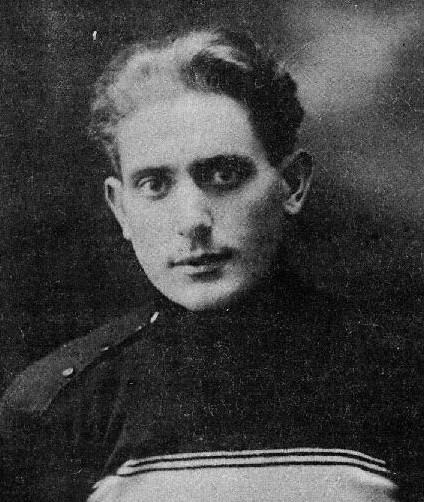
Charles Krier (1925) – luxemburgischer Radrennfahrer

Charles Krier (* 16. September 1902 in Attert; † 14. Dezember 1942 in Esch-sur-Alzette) war ein luxemburgischer Radrennfahrer und nationaler Meister im Radsport.

## Sportliche Laufbahn
Krier war im Straßenradsport und im Querfeldeinrennen (heutige Bezeichnung Cyclocross) aktiv. Er war in seiner Radsportkarriere ab 1923 Unabhängiger. In dieser Kategorie gewann er 1923, 1926, 1928 und 1929 den nationalen Titel im Straßenrennen. 1924, 1925 und 1927 war er Vizemeister geworden. 1923 siegte er bei Luxemburg–Nancy, 1926 im Circuit des Ardennes.
1923 wurde er Vizemeister im Straßenrennen der Berufsfahrer in Luxemburg hinter Nicolas Frantz. Bei den Meisterschaften im Querfeldeinrennen startete er mehrfach. 1929 gewann er den Titel bei den Luxemburgischen Cyclocross-Meisterschaften. 1924, 1926 und 1930 wurde er Dritter, 1925 Zweiter hinter Jean-Pierre Engel.
Die Tour de France fuhr er zweimal. 1925 wurde er 40. und 1927 27. im Endklassement. 1931 wurde er in der Internationalen Opel-Deutschland-Rundfahrt 21.